# Ловища
Ловища (укр. Ловища) — село в Турийской поселковой общине Ковельского района Волынской области Украины.
До 2020 года входило в Турийский район.
Код КОАТУУ — 0725583403. Население по переписи 2001 года составляет 192 человека. Почтовый индекс — 44861. Телефонный код — 3363. Занимает площадь 0,893 км².